# 卜人
卜人是商朝、周朝时期進行占卜的神官。

## 简介
在商朝已经出现此官职，除卜人外，還有贞人、占人。卜人有時亦被稱貞人，不確。商朝卜官由卜人、贞人、占人组成，陈梦家说: “殷人于卜事有分工, 并非一人包揽。”卜人是命龟与灼龟取“兆”之人，所謂的“灼龟取兆”就是灼烧龟甲或兽骨使其產生纵横交错的裂纹。卜人地位低於貞人，因此名字在卜辞中往往不加记载。貞人对商朝的政治有着较大影响，他有权利对商王的意见进行占卜，也可以对商王的意见提出反对。周代此官的职责是协助大卜、卜师进行占卜。《周礼·春官·序官》载：太卜下大夫二人，卜师上士四人，卜人中士八人。《礼记·玉藻》载：卜人定龟，史定墨，君定体。